# Caro Michele
Caro Michele är en italiensk dramakomedi från 1976 i regi av Mario Monicelli.
Filmen är baserad på Natalia Ginzburgs roman med samma namn.

## Utmärkelser
Caro Michele vann Silverbjörnen för bästa regi vid filmfestivalen i Berlin 1976.

## Roller (urval)
- Mariangela Melato – Mara Castorelli
- Delphine Seyrig – Adriana Vivanti
- Aurore Clément – Angelica Vivanti
- Lou Castel – Osvaldo
- Fabio Carpi – Fabio Colarosa
- Marcella Michelangeli – Viola Vivanti
- Alfonso Gatto – Vivanti
- Eriprando Visconti – Filippo
- Isa Danieli – Livia
- Giuliana Calandra – Ada
- Luca Dal Fabbro – Ray
- Adriana Innocenti – Matilde